# Stipa pennata

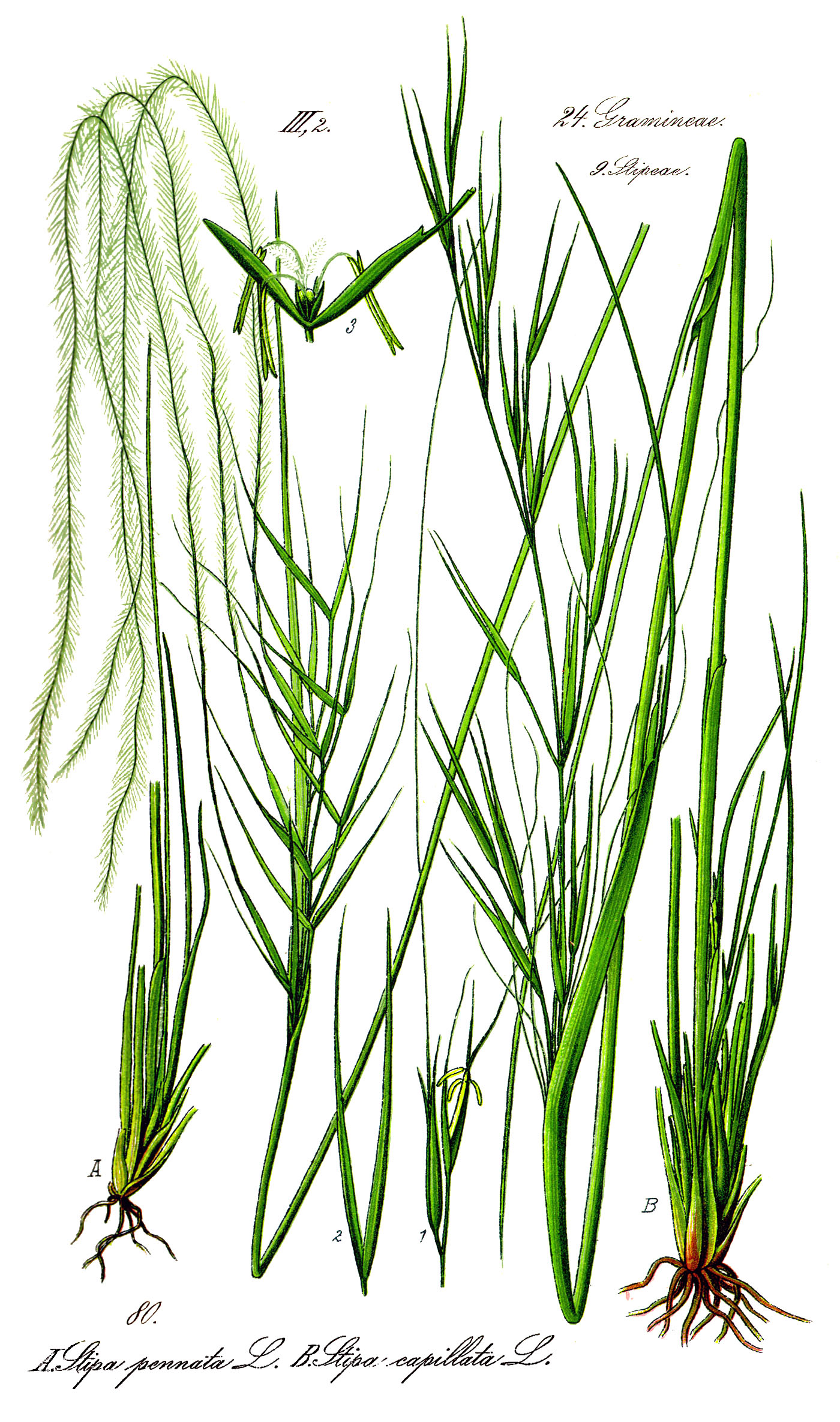
Il·lustració

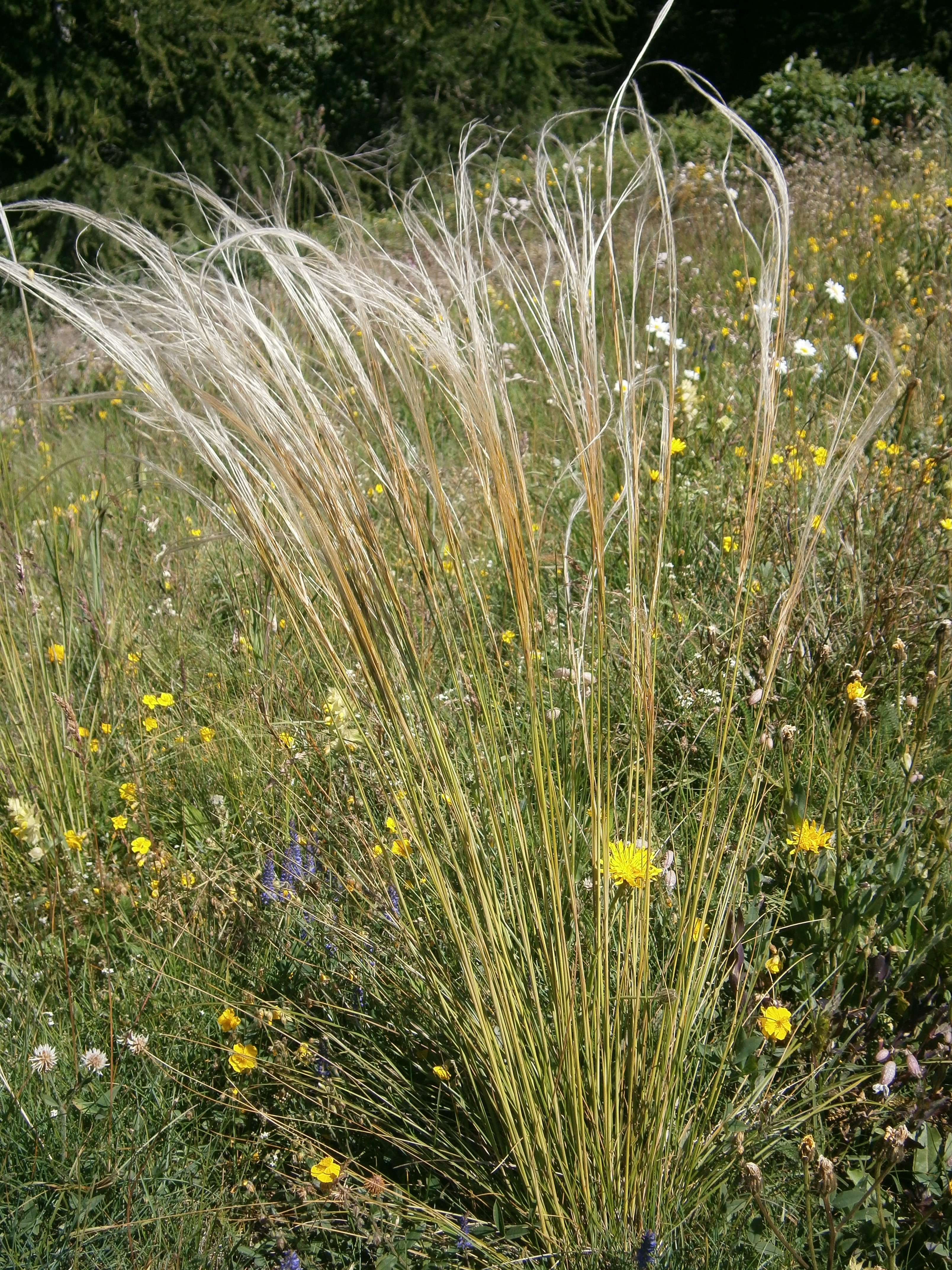
Vista de la planta

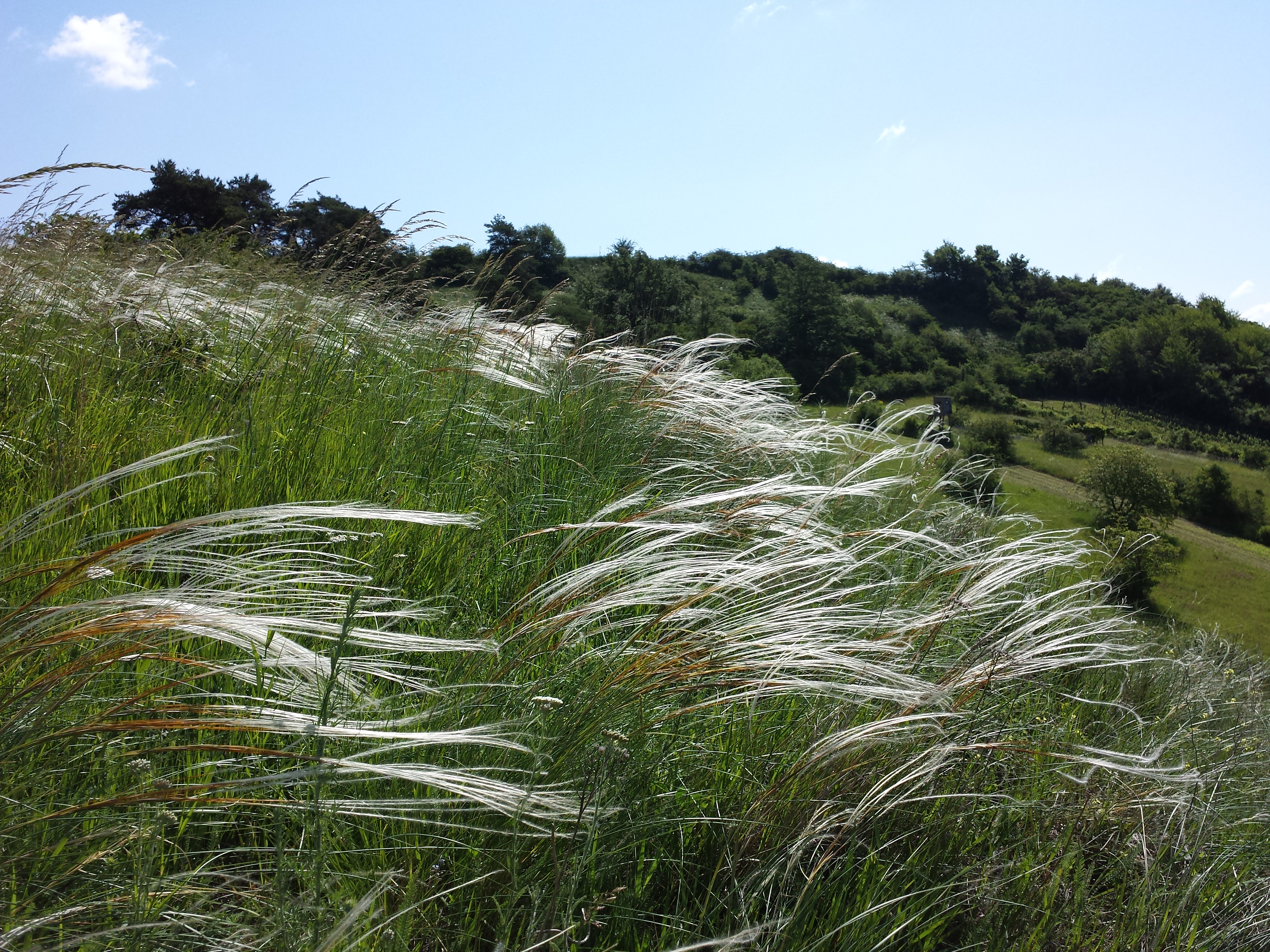
Al seu hàbitat

Stipa pennata és una espècie de planta de la família de les poàcies que es distribueix per l'Europa central i del sud, terres altes típiques de Sol (estepa) turons i roques fins a 2500 m d'altitud. És escassa i floreix a final de primavera.
Pot arribar a 1 m d'alçada amb moltes tiges juntes, dretes i rodones. És una planta perenne. Té 4-6 espícules apinyades i cobertes per la fulla superior. Glumes estretes, acanalades o ratllades, blanquinoses, verdoses o groguenques, gairebé iguals, de 8 cm de longitud, inclosa l'aresta i la llarga cua. El fruit és plomós, llarg, rodó i estret, amb una aresta d'uns 25 cm de longitud, retorçada i colzada en un tram de la base, després com una ploma envoltada de nombrosos pèls fins, llargs i de color blanc platejat, formant corbes o bucles disposats capritxosament. Fulles enrotllades, ratllades i estretes, de color verd groguenc o verd blavós, canviant amb la maduresa. La beina és de 5 mm d'amplada, que s'enrotlla al principi sobre les espícules i les tiges, fins a 10 cm de longitud, dretes i enrotllades, d'1 mm de diàmetre. La fulla superior entre les arestes, sense arribar a la seva longitud. Es diu que són setàcies perquè acaben en una llarga i fina punta.

## Taxonomia
Stipa pennata va ser descrita per Linné i publicada a Species Plantarum 1: 78, l'any 1753.

### Etimologia
- Stipa: nom genèric que deriva del grec stupe (estopa) o stuppeion (fibra), fent al·lusió a les aristes plumoses de les espècies euroasiàtiques, o (més probablement) a la fibra obtinguda de pastures d'espart.[3]
- pennata: epítet llatí que significa "emplumada".[4]

### Sinonímia
- Aristida pennata var. rigida Roshev.
- Stipa anomala P.A.Smirn. ex Roshev.
- Stipa anomala P.A. Smirn.
- Stipa appendiculata Celak.
- Stipa austriaca (Beck) Klokov
- Stipa austroitalica subsp. appendiculata (Celak.) Moraldo
- Stipa austroitalica var. appendiculata (Celak.) Martinovský
- Stipa balcanica (Martinovský) Kouharov
- Stipa borysthenica Prokudin
- Stipa borysthenica subsp. germanica (Erdtman) Martinovský & Rausch
- Stipa borysthenica var. germanica (Endtm.) Dengler
- Stipa disjuncta Klokov
- Stipa dvorakii (Martinovský & Moraldo) Landolt
- Stipa eriocaulis Borbás
- Stipa eriocaulis subsp. austriaca (Beck) Martinovský
- Stipa eriocaulis subsp. dvorakii (Martinovský & Moraldo) Moraldo & Ricceri
- Stipa eriocaulis subsp. kiemii (Martinovský) Tzvelev
- Stipa eriocaulis subsp. lithophila (P.A.Smirn.) Tzvelev
- Stipa eriocaulis subsp. lutetiana H.Scholz
- Stipa gallica (Steven) Celak.
- Stipa germanica (Endtm.) Klokov
- Stipa graniticola Klokov
- Stipa iberica f. laevis Martinovský
- Stipa iberica var. pygmaea Martinovský
- Stipa joannis Čelak.
- Stipa joannis subsp. balcanica Martinovský
- Stipa joannis subsp. germanica Endtm.
- Stipa joannis f. okensis P.A.Smirn.
- Stipa joannis subsp. sabulosa (Pacz.) Lavrenko
- Stipa lejophylla P.A.Smirn.
- Stipa lithophila P.A.Smirn. ex Roshev.
- Stipa mediterranea subsp. gallica (Čelak.) Asch. & Graebn.
- Stipa oligotricha Moraldo
- Stipa oligotricha subsp. kiemii (Martinovský) Moraldo
- Stipa pennata var. anomala (P.A.Smirn.) Tzvelev
- Stipa pennata var. appendiculata Celak.
- Stipa pennata var. appendiculata Čelak.
- Stipa pennata subsp. austriaca (Beck) Martinovský & Skalický
- Stipa pennata var. austriaca Beck
- Stipa pennata subsp. dvorakii Martinovský & Moraldo
- Stipa pennata subsp. eriocaulis (Borbás) Martinovský & Skalický
- Stipa pennata var. gallica Steven
- Stipa pennata f. gallica (Steven) Brand
- Stipa pennata subsp. joannis (Čelak.) Pacz.
- Stipa pennata var. joannis (Čelak.) Asch. & Graebn.
- Stipa pennata subsp. kiemii Martinovský
- Stipa pennata subsp. lejophylla (P.A.Smirn.) Tzvelev
- Stipa pennata subsp. lithophila (P.A.Smirn.) Martinovský
- Stipa pennata var. okensis (P.A.Smirn.) Tzvelev
- Stipa pennata f. penicillifera Pacz.
- Stipa pennata var. rigida (Roshev.) Tzvelev
- Stipa pennata f. sabulosa Pacz.
- Stipa pennata subsp. sabulosa (Pacz.) Tzvelev
- Stipa pulcherrima var. austriaca (Beck) Podp.
- Stipa pulcherrima var. gallica (Steven) Podp.
- Stipa sabulosa (Pacz.) Sljuss.
- Stipa sabulosa subsp. germanica (Endtm.) Martinovský Rauschert
- Stipa tauricola Celak.
- Stipa veneta Moraldo
- Stipa vulgaris Gueldenst.[5]